# Windows Server 2022
O Windows Server 2022 é a décima versão principal do canal de manutenção de longo prazo (LTSC) do sistema operacional Windows Server da Microsoft Corporation, como parte da família de sistemas operacionais Windows NT. Ele foi anunciado no evento Ignite da Microsoft, de 2 a 4 de março de 2021. Foi lançado em 18 de agosto de 2021, quase 3 anos após o Windows Server 2019 e alguns meses antes do sistema operacional Windows 11. 
O Windows Server 2022 é baseado na base de código "Iron". Suas atualizações são incompatíveis com o sistema operacional Windows 10, pois a base de código "Iron" não foi usada para ele. Como seu antecessor, o Windows Server 2019, ele requer processadores baseados em x64. 

## História
Em 22 de fevereiro de 2021, a Microsoft anunciou que o Windows Server 2022 seria lançado em 2 de março.
Em 3 de março de 2021, a Microsoft anunciou que o Windows Server 2022 seria lançado como uma versão prévia no Windows Update. O Windows Server 2022 foi lançado para disponibilidade ao cliente em 18 de agosto de 2021.
Em setembro de 2021, a Microsoft anunciou o lançamento do SQL Server 2022, que seria lançado posteriormente em março de 2022.
Em junho de 2022, a Microsoft lançou atualizações opcionais "C" para os usuários testarem as próximas correções do Windows Server 2022 (KB5014665). Embora essas atualizações opcionais "C" tratem de problemas de conectividade ao usar hotspots Wi-Fi da Wi-Fi Alliance após a instalação das atualizações do Windows NT, também foram relatados problemas com clientes VPN LLTP/SSTP e falhas de conexão do RDP após a implantação dessas atualizações opcionais "C".

## Recursos
O Windows Server 2022 tem os seguintes recursos:

### Segurança
- TPM 2.0[8]
- Servidor de núcleo seguro; Credential Guard e Hypervisor-protected Code Integrity (HVCI)[9]
- Inicialização segura do UEFI[10]
- Proteção de inicialização DMA. [11]
- DNS sobre HTTPS[10]
- Criptografia AES-256 no SMB[10]

### Armazenamento
- Serviço de Migração de Armazenamento (SMS)
- Compressão do Server Message Block (SMB)
- Segurança e desempenho do armazenamento

### Nuvem
- Benefícios do Azure hybrid

## Edições

### Essentials
Disponível somente por meio de parceiros OEM da Microsoft.
- Destinado a pequenas empresas
- Suporta um máximo de 25 usuários e 50 dispositivos
- Não são necessárias licenças de acesso de cliente (CALs)[13]

### Standard
- Destinado a ambientes VCC físicos ou fracos
- Apenas duas máquinas virtuais e um host Hyper-V são considerados utilizáveis[5][14][15]

### Datacenter
- Destinado a data centers altamente virtualizados e ambientes de nuvem

### Azure Datacenter
- Projetado para a plataforma Microsoft Azure[5]

## Requisitos de Hardware

### Mínimo
| Hardware          | Requisito |
| ----------------- | --- |
| CPU               | Processador baseado em x86-64 de 1.4 GHz |
| RAM               | 2 GB |
| Disco             | Pelo menos 32 GB de espaço livre |
| Resolução de tela | Monitor com 1024 x 768 pixels |
| Rede              | - Um adaptador sem fio compatível com 802.11, ou - Um adaptador Ethernet com capacidade de pelo menos 1 Gbit por segundo de taxa de transferência, ou - Uma placa de rede com largura de banda mínima de 1 Gbit |
| BIOS              | Sistema baseado em UEFI 2.3.1c e firmware compatível com inicialização segura (necessário apenas para determinados recursos)                                                                                    |
| Segurança         | Trusted Platform Module 2.0 (necessário apenas para determinados recursos) |
| Referências:      | |